# Atractus sanguineus
Atractus sanguineus — вид змій родини полозових (Colubridae). Ендемік Колумбії.

## Поширення і екологія
Atractus sanguineus відомі з 4 місцевостей, розташованих на східних схилах Центрального хребта Колумбійських Анд, в департаменті Антіокія. Вони живуть у вологих гірських тропічних лісах, на висоті від 950 до 2300 м над рівнем моря.